# Marcelle Mourot
Pour les articles homonymes, voir Mourot.
Marcelle Mourot (ou Marcelle Paratte, née le 31 juillet 1918 à Dannemarie-sur-Crête et décédée le  23 août 1982 à Besançon) est une résistante française, déportée à Auschwitz avec le convoi des 31000, puis à Ravensbrück et Mauthausen.

## Biographie
Marcelle, Ida, Mourot, naît le 31 juillet 1918 dans le village de Dannemarie-sur-Crête. De père inconnu, sa mère est Zélie Mourot (1898-1931), couturière. Le 9 novembre 1925, sa mère épouse Georges Alfred Brulport (1898-1931), employé des chemins de fer. Ils ont une fille, Jeanne, le 9 novembre 1929. Leur mère décède d’une pneumonie le 23 avril 1931 et leur père se tue en tombant d'un échafaudage le 8 juin de la même année. Les deux orphelines de treize et deux ans sont recueillies par une grand-mère.
Marcelle Mourot doit quitter l'école, avant de passer le certificat d'études, pour gagner sa vie en travaillant dans une biscuiterie à Besançon, comme apprentie. Avec les trajets en train, ses journées sont très longues. Quand elle a quinze ans, la biscuiterie la licencie plutôt que d'avoir à lui payer un salaire d'ouvrière. Elle travaille alors dans la clinique des sœurs de la Charité où elle est nourrie et blanchie et touche un petit salaire. Trois ans après, vers 1936, elle travaille comme domestique chez un médecin pour un meilleur salaire, ce qui lui permet d'aider davantage sa grand-mère et sa petite sœur Jeanne. En 1938, elle travaille dans une usine de confection toujours à Besançon où elle loge désormais. Elle y fait des uniformes pour l'armée.
L'usine ferme en juin 1940 et Marcelle Mourot, de retour chez sa grand-mère à Dannemarie, occupe des emplois occasionnels jusqu'à ce quelle soit embauchée, en 1942, dans le café de Georgette Messmer (1913-1943), place Bacchus à Besançon.
Le 2 août 1942, Georgette Messmer, qui est une résistante, demande à Marcelle Mourot de la remplacer pour conduite six prisonniers de guerre évadés d'Allemagne à Villers-le-Lac, près de la frontière suisse. Marcelle Mourot, pense que la mission est sans danger : il suffit de marcher à bonne distance des fugitifs, même en cas de contrôle, elle-même ne risque pas grand chose.

### Arrestation et déportation
Marcelle Mourot et les six hommes sont arrêtés par les Feldgendarmes à Villers-le-Lac, de même que le passeur qui les attendait.
D’abord emprisonnée à Pontarlier, Marcelle Mourot est transférée en septembre à Besançon où elle retrouve Georgette Messmer, arrêtée en même temps qu'elle, puis libérée et arrêtée de nouveau le 15 octobre 1942. Marcelle Mourot lui en veut de l’avoir engagée dans cette aventure.
Après une étape d’une journée à la prison de Dijon, les deux femmes sont transférées le 2 décembre 1942 au camp allemand du Fort de Romainville. Marcelle Mourot y est enregistrée sous le matricule no 1301.
Le 22 janvier 1943, cent femmes otages sont transférées en camions du camp de Romainville au camp de Royallieu. Le lendemain, le 23 janvier 1943, Marcelle Mourot fait partie d'un deuxième convoi de cent-vingt-deux détenues. Sept autres prisonnières sont amenées de la prison de Fresnes et une autre du dépôt de la préfecture de police de Paris. Toutes passent la nuit du 23 janvier à Royallieu.
Le lendemain matin, 24 janvier, les 230 femmes sont conduites à la gare de marchandises de Compiègne et embarquées dans les quatre derniers wagons à bestiaux d’un convoi, connu sous le nom de convoi des 31 000, dans lequel plus de 1450 détenus hommes sont entassés depuis la veille.
À la gare de Halle-sur-Saale, le convoi est scindé, les hommes sont dirigés vers le camp de concentration d'Oranienbourg-Sachsenhausen, et les femmes vers Auschwitz où elles arrivent le 26 janvier au soir. Elles passent encore la nuit dans le train avant d'être conduites à pied au camp de femmes d'Auschwitz-Birkenau où elles entrent en chantant La Marseillaise. Elles sont immatriculées dans la série des « 31000 », le numéro de chacune, entre 31625 et 31854, est tatoué sur son avant-bras gauche. Marcelle Mourot y est enregistrée sous le matricule 31819.
Marcelle Mourot est rapidement admise au Revier, elle a le typhus, ses pieds sont blessés et souffre d'une inflammation de l’oreille. Elle doit être opérée par un détenu, un médecin grec mais préfère rejoindre ses camarades en quarantaine. Pendant son séjour au Revier, elle rencontre Marie-Louise Moru, qui y décède en mars 1943, c'est Marcelle Mourot qui en informera ses parents, après sa libération.
En novembre 1943, elle sera tout de même opérée de l'oreille et doit rester au Revier pour une seconde opération, alors que ses camarades survivantes sont transférées à Ravensbrück le 2 août 1944. Elle les y rejoint en novembre 1944. Elle n'est pas catégorisée Nacht und Nebel, c'est-à-dire condamnée à disparaître, mais envoyée dans un Kommando pour le travail forcé à Oranienburg. En février 1945, ses oreilles s’étant infectées de nouveau, on la renvoie à Ravensbrück. Le 7 mars 1945, elle s'arrange pour être envoyée avec ses compagnes à Mauthausen,,.

### Libération
Marcelle Mourot est libérée à Mauthausen le 22 avril 1945 et rapatriée à Annecy le 24 avril 1945.
Après son retour, elle subira cinq opérations de l’oreille gauche, et perdra toute ouïe de cette oreille.
Pendant l’été 1945, dans une maison de repos réservée aux déportés, elle fait la connaissance de Jean Paratte (1924-2011) qui faisait également partie du convoi des 31000 à destination de Sachsenhausen, puis Dachau, Buchenwald et Flossenburg
Ils se marient en 1946, ils ont deux enfants, Alain, décédé en 1977 et Michèle
Marcelle Paratte décède le 23 août 1982 à Besançon.
Jean Paratte décède le 19 décembre 2011. Ils sont inhumés au cimetière de Paroy.

## Hommage et distinctions
En 2020, la commune de Dannemarie-sur-Crête rend hommage à Marcelle Mourot et Ernest Lescuyer lors d'une commémoration des 75 ans de la fin de la Seconde guerre mondiale.